# NGC 517
NGC 517 je čočková galaxie v souhvězdí Ryb. Její zdánlivá jasnost je 12,5m a úhlová velikost 1,4′ × 0,5′. Od Země je vzdálená 204 milionů světelných let a průměr má 80 tisíc světelných let. Je členem skupiny galaxií LGG 24, jejíž nejjasnější členem je NGC 499.
Galaxii objevil William Herschel 13. září 1784. Na obloze leží 2′ jihovýchodně od NGC 515.